# Cristian Alejandro Aldirico
Cristián Alejandro Aldirico (Partido de General San Martín, Buenos Aires, 19 de mayo de 1971)  es un reconocido exfutbolista y actual entrenador argentino del Ascenso.
Como jugador disputó 245 partidos oficiales en diferentes clubes, logrando ascensos destacados en la historia de los clubes, como Temperley y Tristán Suárez.
Como entrenador, su debut lo hizo en Tristán Suarez. Luego, pasó por Argentino de Quilmes, Coreano de Lobos, Estudiantes de Olavarría, Sportivo Italiano, Temperley, Barracas Central, Deportivo Coreano (inferiores), Real Potosí, Talleres de Remedios de Escalada, UAI Urquiza, Barracas Central, Chacarita, Deportivo Laferrere club comunicaciones , club atlético vinotinto, juventud de las piedras, villa Dalmine ,y cañuelas f c.. 
Y sus mayores logros sin dudas que se dieron justamente por estos dos últimos clubes mencionados. En el Furgón de Villa Lynch consiguió un histórico ascenso de la Primera C a la Primera B Metropolitana en la temporada 2012/2013. Lo mismo hizo dos años y medio después, pero con el Albirrojo de Escalada, a quien lo devolvió a la tercera categoría luego de seis años. Otro ítem destacado fue la llegada a semifinal de Copa Argentina con el humilde Temperley tras vencer por penales a San Lorenzo de Almagro.
Sin embargo, ambos ascensos tienen un importante componente en común; que es el cómo y la manera en que se dieron. La propuesta de Aldirico es clara. En cualquier escenario, él busca que sus equipos sean los protagonistas, manejen los hilos del partido y piensen constantemente en el arco rival. Entre sus preferencias, además, se sabe que le gustan los arqueros con buen pie. Tanto en Escalada como en Lynch, aquellos factores se dieron a la perfección, y quedaron plasmados nada más ni nada menos que en importantes logros.

## Carrera como jugador
| 2005      | Temperley              | Argentina |
| 2004      | Laferrere              | Argentina |
| 2003/2004 | Tristán Suárez         | Argentina |
| 2001/2002 | Cañuelas               | Argentina |
| 2000/2001 | Tristán Suárez         | Argentina |
| 1999/2000 | Defensores de Belgrano | Argentina |
| 1998/1999 | Temperley              | Argentina |
| 1998      | Tristán Suárez         | Argentina |
| 1997      | Talleres de Escalada   | Argentina |
| 1990/1996 | Tristán Suárez         | Argentina |

## Historial de partidos
| Torneo de Ligas Nacionales               | Torneo de Ligas Nacionales | Torneo de Ligas Nacionales |
| 1997-1998                                | 1997-1998                  | 1997-1998                  |
| ---------------------------------------- | -------------------------- | -------------------------- |
| Talleres de Remedios de Escalada         | 17                         |                            |
| 1994-1995 / 1999-2000                    |                            |                            |
| Defensores de Belgrano (Capital Federal) | 33                         |                            |
| 1995-2001 / 2003-2004                    |                            |                            |
| Tristán Suarez (Tristán Suárez)          | 241                        |                            |
| 2004                                     |                            |                            |
| Deportivo Laferrere (Laferrere)          | 9                          |                            |
| 1998-1999/2005                           |                            |                            |
| Temperley (Temperley)                    | 39                         |                            |
| 2001-2002                                |                            |                            |
| Cañuelas (Cañuelas)                      | 22                         |                            |

## Logros como jugador
- Campeón Apertura Primera C 1994 (Tristán Suárez)[10]
- Campeón Reducido Ascenso a Primera B 1995 (Tristán Suárez)
- Campeón Apertura Primera B 1996 (Tristán Suarez)
- Campeón Reducido Ascenso a Nacional B 1999 (Temperley)[11]
- Campeón Reducido Ascenso a Primera B 2005 (Tristán Suárez)[12]

## Carrera como entrenador
|  | Club                     | País         | Año         | PJ  |
|  | ------------------------ | ------------ | ----------- | --- |
|  | Cañuelas F C             | 🇦🇷 Argentina | 2024-actual |     |
|  | Villa Dálmine            | Argentina    | 2024        | 20  |
|  | Juventud de las piedras  | 🇺🇾 Uruguay   | 2023-2024   | 12  |
|  | club atlético vinotinto  | 🇨🇴 Ecuador   | 2023        | 8   |
|  | Comunicaciones           | Argentina    | 2023        | 20  |
|  | Deportivo Laferrere      | Argentina    | 2021-2022   | 24  |
|  | Chacarita Juniors        | Argentina    | 2021        | 20  |
|  | Real Potosí              | Bolivia      | 2020        | 3   |
|  | Barracas Central         | Argentina    | 2019-2020   | 11  |
|  | Temperley                | Argentina    | 2018-2019   | 28  |
|  | UAI Urquiza              | Argentina    | 2017-2018   | 46  |
|  | Sportivo Italiano        | Argentina    | 2016-2017   | 15  |
|  | Talleres (RdE)           | Argentina    | 2015-2016   | 70  |
|  | UAI Urquiza              | Argentina    | 2013-2014   | 45  |
|  | Defensores de Cambaceres | Argentina    | 2012-2013   | 15  |
|  | Estudiantes Olavarría    | Argentina    | 2012        | 8   |
|  | Tristán Suárez           | Argentina    | 2011-2012   | 17  |
|  | UAI Urquiza              | Argentina    | 2009-2011   | 74  |
|  | Deportivo Paraguayo      | Argentina    | 2009        | 13  |
|  | Deportivo Coreano        | Argentina    | 2008-2009   |     |
|  | Argentino de Quilmes     | Argentina    | 2006-2008   |     |
|  | Tristán Suárez           | Argentina    | 2005-2007   | 38  |
|  | Total                    | Total        | Total       | 208 |

## Logros como entrenador
- Semifinales de torneo reducido con Argentino de Quilmes (2007)[11]
- Clasificación reducido con Deportivo Paraguayo (2009)
- Ascenso a Primera C con UAI Urquiza (2010)[6]
- Clasificación torneo reducido con Defensores de Cambaceres (2012)
- Ascenso a Primera B como coordinador de fútbol con UAI Urquiza (2013)[13]
- Ascenso a Primera B con Talleres de Escalada (2015)[7]
- Clasificación a final torneo reducido con UAI Urquiza (2018)[14]
- Clasificación a semifinales Copa Argentina con Temperley (2018)[8]